# Leptotelopus crepitans
Leptotelopus crepitans är en mångfotingart som först beskrevs av Pocock 1890.  Leptotelopus crepitans ingår i släktet Leptotelopus och familjen Zephroniidae. Inga underarter finns listade i Catalogue of Life.